# Stan przedomdleniowy
Stan przedomdleniowy (łac. presyncope) – nagłe uczucie tracenia przytomności bez jej rzeczywistej utraty (jaka występuje w omdleniu). Objawia się najczęściej zawrotami głowy, mroczkami przed oczami, uczuciem osłabienia, dusznością, potami, uczuciem kołatania serca. Jeżeli w tym stanie chory zastosuje środki zapobiegawcze (np. przyjmie pozycję siedzącą lub leżącą) może nie dojść do pełnego omdlenia z chwilową utratą przytomności.